# Elvira Lindo
Elvira Lindo Garrido (ur. 23 stycznia 1962 w Kadyksie) – hiszpańska pisarka i dziennikarka.
W 1984 przeniosła się do Madrytu i studiowała komunikację na Uniwersytecie Madryckim. Pracowała w Radiotelewizji Hiszpańskiej, a później dla różnych publikacji.
Mieszka w Nowym Jorku ze swoim synem i mężem, pisarzem, Antonio Muñozem Moliną.

## Wyróżnienia i nagrody
- 1998: Premio Nacional de Literatura Infantil y Juvenil, Los trapos sucios de Manolito Gafotas
- 2005: XIX Premio Biblioteca Breve, Una palabra tuya

## Dzieła

### Literatura dla dzieci i młodzieży

#### Manolito Gafotas
- 1994: Manolito Gafotas
- 1995: ¡Cómo molo!
- 1996: Pobre Manolito
- 1997: Los trapos sucios de Manolito Gafotas
- 1998: Manolito on the road
- 1999: Yo y el imbécil
- 2002: Manolito tiene un secreto
- 2012: Mejor Manolo.

### Powieści
- 1998: El otro barrio
- 2002: Algo más inesperado que la muerte
- 2005: Una palabra tuya
- 2010: Lo que me queda por vivir

### Opowiadania
- 1996: Olivia y la carta a los Reyes Magos
- 1997: La abuela de Olivia se ha perdido
- 1997: Olivia no quiere bañarse
- 1997: Olivia no quiere ir al colegio
- 1997: Olivia no sabe perder
- 1997: Olivia y el fantasma
- 1997: Olivia tiene cosas que hacer
- 1999: Charanga y pandereta
- 2000: Bolinga
- 2000: Amigos del alma

### Teatr
- 1996: La ley de la selva
- 2004: La sorpresa del roscón

### Scenariusz
- 1998: Manolito Gafotas
- 1998: La primera noche de mi vida
- 2000: Ataque verbal
- 2000: Plenilunio
- 2000: El cielo abierto
- 2008: Una palabra tuya
- 2010: Lo que me queda por vivir
- 2014: La vida inesperada

### Esej
- 2000: Ser compañera, en: Ser mujer de Laura Freixas
- 2001: Tinto de verano
- 2002: Tinto de verano 2 : el mundo es un pañuelo; de Madrid a Nueva York
- 2003: Otro verano contigo: Tinto de verano 3

## Jako aktorka
- 1998: La primera noche de mi vida
- 1999: Manolito Gafotas
- 1999: Plenilunio
- 1999: Ataque verbal
- 2000: El cielo abierto
- 2001: Sin vergüenza
- 2003: Planta 4ª
- 2004: Cachorro